# Vũ Công Hòe
Vũ Công Hòe (sinh ngày 13 tháng 3 năm 1911 - mất năm 1994) là một giáo sư, bác sĩ người Việt Nam. Ông là người đã xây dựng và phát triển ngành Giải phẫu bệnh - Pháp y ở Việt Nam. Vũ Công Hòe được trao Giải thưởng Hồ Chí Minh về lĩnh vực Khoa học Y - Dược vào năm 2000.

## Tiểu sử

### Học tập và công tác
Vũ Công Hòe được sinh ra tại Vị Xuyên, Mỹ Lộc, Nam Định. Ông tốt nghiệp Đại học Y Hà Nội vào năm 1937 và được giữ lại trường làm giảng viên.
Ông bảo vệ thành công luận án thạc sĩ y khoa tại Pháp vào năm 1952. Trước đó, trong thời gian chuẩn bị sang Pháp du học, Vũ Công Hòe đã cùng với Đặng Văn Chung được giao nhiệm vụ đem Bản kiến nghị đòi lập lại hòa bình ở Đông Dương với hơn một trăm chữ ký của các luật sư, bác sĩ, văn sĩ, giáo viên và doanh nhân tại Việt Nam chuyển đến ông Nguyễn Mạnh Hà đang hoạt động ở Pháp và bản kiến nghị này sau đó đã được đăng trang trọng trên hai tờ báo nổi tiếng tại Paris là Le Monde và L’Humanité gây áp lực để Chính phủ Pháp chấm dứt chiến tranh ở Động Dương.
Khi trở về nước, Vũ Công Hòe tiếp tục công tác giảng dạy ở các môn giải phẫu bệnh, pháp y, tổ chức học, bào thai học cùng một số môn học khác. Trong khoảng thời gian từ năm 1937 đến năm 1989, ông đảm nhiệm chức vụ Chủ nhiệm Bộ môn Giải phẫu bệnh tại Đại học Y Hà Nội. Ông là người đã góp phần trực tiếp trong việc xây dựng và phát triển Khoa Giải phẫu bệnh của Bệnh viện Bạch Mai (thời điểm đó gọi là Khoa Cơ thể bệnh) từ sau ngày hòa bình lập lại ở miền Bắc Việt Nam vào năm 1954 với vai trò Chủ nhiệm Khoa. Trong khoảng thời gian từ năm 1955 đến năm 1991, Vũ Công Hòe là Ủy viên Ban Chấp hành Tổng hội Y Dược học Việt Nam. Ông còn là Ủy viên Hội đồng Khoa học của Bộ Y tế và Chủ tịch Hội Giải phẫu bệnh - Y pháp Việt Nam từ năm 1978 đến năm 1991. Ông trở thành Hội viên danh dự Hội Ung thư Việt Nam vào năm 1989. Ngoài ra, Vũ Công Hòe còn là Ủy viên Ban Chấp hành Trung ương Mặt trận Tổ quốc Việt Nam trong khoảng thời gian từ năm 1955 đến năm 1988. Trên bình diện quốc tế, ông trở thành Ủy viên Hội Chống ung thư quốc tế và Hội Chống ung thư châu Âu từ năm 1953 và Hội viên danh dự của Hội Giải phẫu bệnh phụ khoa Pháp vào năm 1986.

### Cống hiến và nghiên cứu
Vũ Công Hòe được biết đến với vai trò là người đầu tiên làm công tác giải phẫu bệnh ở Việt Nam. Ông là người xây dựng cũng như góp phần to lớn trong việc phát triển chuyên ngành Giải phẫu bệnh - Pháp y ở Việt Nam. Ông đã có hơn một trăm công trình nghiên cứu, bài báo về chuyên ngành tổ chức học, bào thai học cũng như giải phẫu bệnh học.
Đặc biệt trong số đó là cụm công trình Đặc điểm tình hình mô hình bệnh tật và tử vong của người Việt Nam qua sinh thiết và tử thiết. Nghiên cứu này của ông đã tìm ra được đặc điểm tình hình mô hình bệnh tật và tử vong ở người Việt Nam, góp phần không nhỏ trong việc tiên lượng tình hình bệnh tật ở Việt Nam trong tương lai. Mô hình này đã trở thành tài liệu tham khảo quý giá cho các bác sĩ lâm sàng. Với cụm công trình này, ông đã được Nhà nước Việt Nam truy tặng thưởng Giải thưởng Hồ Chí Minh về lĩnh vực Khoa học Y - Dược vào năm 2000.

#### Các sách đã xuất bản[5][8]
1. Tổ chức học và bào thai (1957) - Nhà xuất bản Y học, Nhà xuất bản Thể dục Thể thao
2. Giải phẫu bệnh học (1957) - Nhà xuất bản Y học, Nhà xuất bản Thể dục Thể thao
3. Bài giảng Giải phẫu bệnh đại cương (2 tập, 1975 và 1981) (đồng tác giả) - Nhà xuất bản Y học
4. Giải phẫu bệnh (1976) - Nhà xuất bản Y học
5. Bài giảng Giải phẫu bệnh (1986) (đồng tác giả) - Nhà xuất bản Y học
6. Bài giảng Giải phẫu bệnh học (2 tập, 1993) (đồng tác giả) - Nhà xuất bản Y học
7. Giải phẫu bệnh học (1998) (đồng tác giả) - Nhà xuất bản Y học

## Giải thưởng, danh hiệu
Ngoài Giải thưởng Hồ Chí Minh, Vũ Công Hòe còn được Đảng Cộng sản Việt Nam và Nhà nước Việt Nam tặng thưởng Huân chương Độc lập hạng ba cùng danh hiệu Nhà giáo Nhân dân. Bên cạnh đó, ông còn được trao tặng Huân chương Vermeil của Viện Hàn lâm Y học Pháp, Huy chương Vì thế hệ trẻ cùng với Huy chương Vì sự nghiệp Đại đoàn kết của Mặt trận Tổ quốc Việt Nam.

## Các câu nói
| “ | Khám nghiệm tử thi là nghệ thuật làm cho người chết nói lên tiếng nói cuối cùng phục vụ người sống. | ” |
| — | |   |

| “ | Bác sĩ pháp y nói thay cho những người không còn nói được, cứu những người còn sống và đem đến công lý cho những người khác. | ” |
| — | |   |